# Eduardo White
Eduardo Luís de Menezes Costley-White (Quelimane, 21 de Novembro de 1963 - Maputo, 24 de agosto de 2014) foi um poeta e prosador de Moçambique.

## Biografia
Nasceu em Quelimane em 1963, filho de mãe portuguesa e pai de ascendência inglesa.
Foi membro da Associação dos Escritores Moçambicanos - AEMO, e do grupo que fundou a revista Charrua e colaborou na Gazeta de Letras e Artes da revista Tempo.
A sua poesia está exposta no Musée d'Art Contemporain du Val-de-Marne em Vitry-sur-Seine desde 1989. Em 2001 foi considerado em Moçambique a figura literária do ano. Perdeu a vida em 24 de Agosto de 2014, vítima de meningite.
No concerto de comemoração dos 35 anos de carreira de Rui Veloso, realizado a 6 de novembro de 2015, o músico estreou uma canção chamada Do Meu País com letra do poeta moçambicano Eduardo Costly-White.

## Prémios
- 1989 - Prémio Gazeta de Arte e Letras da Revista Tempo
- 1992 - Prémio Nacional de Poesia
- 2001 - Prémio Figura Literária do ano
- 2004 - Prémio TVZine para Literatura
- 2004 - Prémio de Literatura José Craveirinha
- 2005 - Prémio Consagração Rui de Noronha
- 2009 - Prémio Cores da Escrita
- 2013 - Prémio Literário Glória de Sant’Anna[3]

## Obras
- Amar sobre o Índico (1984)
- Homoíne (1987)
- “País de Mim (1990); Prémio Gazeta revista Tempo
- Poemas da Ciência de Voar e da Engenharia de Ser Ave (1992); Prémio Nacional de Poesia
- Os Materiais de Amor Seguido de O Desafio à Tristeza (1996)
- Janela para Oriente (1999)
- Dormir com Deus e um Navio na Língua (2001); bilingue português/inglês; Prémio Consagração Rui de Noronha (Editora Labirinto)
- As Falas do Escorpião (novela; 2002)
- O Homem a Sombra e a Flor e Algumas Cartas do Interior (2004)
- O Manual das Mãos (2004); Grande Prémio de Literatura José Craveirinha, Prémio TVZine para Literatura
- Até Amanhã Coração (2007)
- Dos Limões Amarelos do Falo, às Laranjas Vermelhas da Vulva (2009); Prémio Cores da Escrita
- Nudos (2011), Antologia da sua obra poética
- O Libreto da Miséria (2010-2012)
- A Mecânica Lunar e A Escrita Desassossegada (2012)
- O Poeta Diarista e os Ascetas Desiluminados  (2012) Prémio Glória de Sant’Anna
- Bom Dia, Dia  (2014)